# Championnats d'Afrique de judo 2024
Navigation
Édition précédente
Les Championnats d'Afrique de judo 2024 se déroulent du 25 au 28 avril 2024 au Caire, en Égypte. La Fédération internationale de judo choisit l'Égypte comme pays organisateur en septembre 2023.

## Podiums

### Femmes
| Épreuves                          | Or                                     | Argent                             | Bronze                                    |
| --------------------------------- | -------------------------------------- | ---------------------------------- | ----------------------------------------- |
| Moins de 48 kg poids super-légers | Oumaima Bedioui (TUN)                  | Houaria Kaddour (ALG)              | Aziza Chakir (MAR)                        |
| Moins de 48 kg poids super-légers | Oumaima Bedioui (TUN)                  | Houaria Kaddour (ALG)              | Virginia Aymard (GAB)                     |
| Moins de 52 kg poids mi-légers    | Soumiya Iraoui (MAR)                   | Djamila Silva (CPV)                | Faïza Aissahine (ALG)                     |
| Moins de 52 kg poids mi-légers    | Soumiya Iraoui (MAR)                   | Djamila Silva (CPV)                | Chaimae Eddinari (MAR)                    |
| Moins de 57 kg poids légers       | Mariana Esteves (GUI)                  | Jasmine Martin (RSA)               | Zouleiha Abzetta Dabonné (CIV)            |
| Moins de 57 kg poids légers       | Mariana Esteves (GUI)                  | Jasmine Martin (RSA)               | Andreza Antonio (Union africaine de judo) |
| Moins de 63 kg poids mi-moyens    | Amina Belkadi (ALG)                    | Nadia Matchiko Guimendego (CAF)    | Sandrine Billiet (CPV)                    |
| Moins de 63 kg poids mi-moyens    | Amina Belkadi (ALG)                    | Nadia Matchiko Guimendego (CAF)    | Chaimae Taibi (MAR)                       |
| Moins de 70 kg poids moyens       | Maria Niangi (Union africaine de judo) | Assmaa Niang (MAR)                 | Sofia Belattar (MAR)                      |
| Moins de 70 kg poids moyens       | Maria Niangi (Union africaine de judo) | Assmaa Niang (MAR)                 | Aina Laura Rasoanaivo Razafy (MAD)        |
| Moins de 78 kg poids mi-lourds    | Marie Branser (GUI)                    | Georgika Wesly Djengue Moune (CMR) | Hafsa Yatim (MAR)                         |
| Moins de 78 kg poids mi-lourds    | Marie Branser (GUI)                    | Georgika Wesly Djengue Moune (CMR) | Aya Gaballa (EGY)                         |
| Plus de 78 kg poids lourds        | Richelle Anita Soppi Mbella (CMR)      | Georgette Sagna (SEN)              | Zeineb Troudi (TUN)                       |
| Plus de 78 kg poids lourds        | Richelle Anita Soppi Mbella (CMR)      | Georgette Sagna (SEN)              | Sarra Mzougui (TUN)                       |

### Hommes
| Épreuves                          | Or                        | Argent                         | Bronze                                     |
| --------------------------------- | ------------------------- | ------------------------------ | ------------------------------------------ |
| Moins de 60 kg poids super-légers | Younes Saddiki (MAR)      | Youssry Samy (EGY)             | Simon Zulu (ZAM)                           |
| Moins de 60 kg poids super-légers | Younes Saddiki (MAR)      | Youssry Samy (EGY)             | Leonardo Barros (Union africaine de judo)  |
| Moins de 66 kg poids mi-légers    | Kais Moudetere (ALG)      | Ahmed Abdelrahman (EGY)        | Mohamed Abdelmawgoud (EGY)                 |
| Moins de 66 kg poids mi-légers    | Kais Moudetere (ALG)      | Ahmed Abdelrahman (EGY)        | Edmilson Pedro (Union africaine de judo)   |
| Moins de 73 kg poids légers       | Messaoud Dris (ALG)       | Aleddine Ben Chalbi (TUN)      | Faye Njie (GAM)                            |
| Moins de 73 kg poids légers       | Messaoud Dris (ALG)       | Aleddine Ben Chalbi (TUN)      | Rodrigo Fernando (Union africaine de judo) |
| Moins de 81 kg poids mi-moyens    | Abdelrahman Mohamed (EGY) | Ahmed El Meziati (MAR)         | Saliou Ndiaye (SEN)                        |
| Moins de 81 kg poids mi-moyens    | Abdelrahman Mohamed (EGY) | Ahmed El Meziati (MAR)         | Santos Sebastião (Union africaine de judo) |
| Moins de 90 kg poids moyens       | Ali Hazem (EGY)           | Rémi Feuillet (MRI)            | Lokmane Daroul (ALG)                       |
| Moins de 90 kg poids moyens       | Ali Hazem (EGY)           | Rémi Feuillet (MRI)            | Yassine Kouraichi (TUN)                    |
| Moins de 100 kg poids mi-lourds   | Koussay Ben Ghares (TUN)  | Franck Ulrick Tahman Zan (CMR) | Mustapha Yasser Bouamar (ALG)              |
| Moins de 100 kg poids mi-lourds   | Koussay Ben Ghares (TUN)  | Franck Ulrick Tahman Zan (CMR) | Karim Ibrahim (EGY)                        |
| Plus de 100 kg poids lourds       | Mohamed Aborakia (EGY)    | Mohamed El Mehdi Lili (ALG)    | Wahib Hdiouech (TUN)                       |
| Plus de 100 kg poids lourds       | Mohamed Aborakia (EGY)    | Mohamed El Mehdi Lili (ALG)    | Mbagnick Ndiaye (SEN)                      |

### Par équipes
| Épreuves | Or | Argent | Bronze |
| -------- | --- | --- | --- |
| Mixte    | Égypte- Tassnim Roshdy - Omar Mahmoud - Farida Magdy - Abdelrahman Abdelghany - Safa Soliman - Mohamed Aborakia | Tunisie- Chaima Sidaoui - Aleddine Ben Chalbi - Maram Jmour - Abdelaziz Ben Ammar - Sarra Mzougui - Koussay Ben Ghares - Yassine Kouraichi - Zeineb Troudi | Algérie- Faiza Aissahine - Dris Messaoud Redouane - Amina Belkadi - Lokmane Daroul - Mustapha Yasser Bouamar - Yamina Halata - Sonia Asselah - Mohamed El Mehdi Lili |
| Mixte    | Égypte- Tassnim Roshdy - Omar Mahmoud - Farida Magdy - Abdelrahman Abdelghany - Safa Soliman - Mohamed Aborakia | Tunisie- Chaima Sidaoui - Aleddine Ben Chalbi - Maram Jmour - Abdelaziz Ben Ammar - Sarra Mzougui - Koussay Ben Ghares - Yassine Kouraichi - Zeineb Troudi | Angola- Andreza Antonio - Antonio Candeiro - Maria Niangi - Rodrigo Fernando - Joaquina Carlos Silva - Santos Sebastião - Adriano Tchissende - Crislayn Rodrigues    |

En italique, les judokas n'ayant pas participé à la finale mais aux phases éliminatoires (demi-finale, quart de finale, repêchage).

## Tableau des médailles individuelles
- Pays organisateur ( Égypte)

| Rang  | Nation                    | Or | Argent | Bronze | Total |
| ----- | ------------------------- | -- | ------ | ------ | ----- |
| 1     | Algérie                   | 3  | 2      | 3      | 8     |
| 1     | Égypte                    | 3  | 2      | 3      | 8     |
| 3     | Maroc                     | 2  | 2      | 5      | 9     |
| 4     | Tunisie                   | 2  | 1      | 4      | 7     |
| 5     | Guinée                    | 2  | 0      | 0      | 2     |
| 6     | Cameroun                  | 1  | 2      | 0      | 3     |
| 7     | Union africaine de judo   | 1  | 0      | 5      | 6     |
| 8     | Sénégal                   | 0  | 1      | 2      | 3     |
| 9     | Cap-Vert                  | 0  | 1      | 1      | 2     |
| 10    | Afrique du Sud            | 0  | 1      | 0      | 1     |
| 10    | Maurice                   | 0  | 1      | 0      | 1     |
| 10    | République centrafricaine | 0  | 1      | 0      | 1     |
| 13    | Côte d'Ivoire             | 0  | 0      | 1      | 1     |
| 13    | Gabon                     | 0  | 0      | 1      | 1     |
| 13    | Gambie                    | 0  | 0      | 1      | 1     |
| 13    | Madagascar                | 0  | 0      | 1      | 1     |
| 13    | Zambie                    | 0  | 0      | 1      | 1     |
| Total | Total                     | 14 | 14     | 28     | 56    |